# S/y Jurand

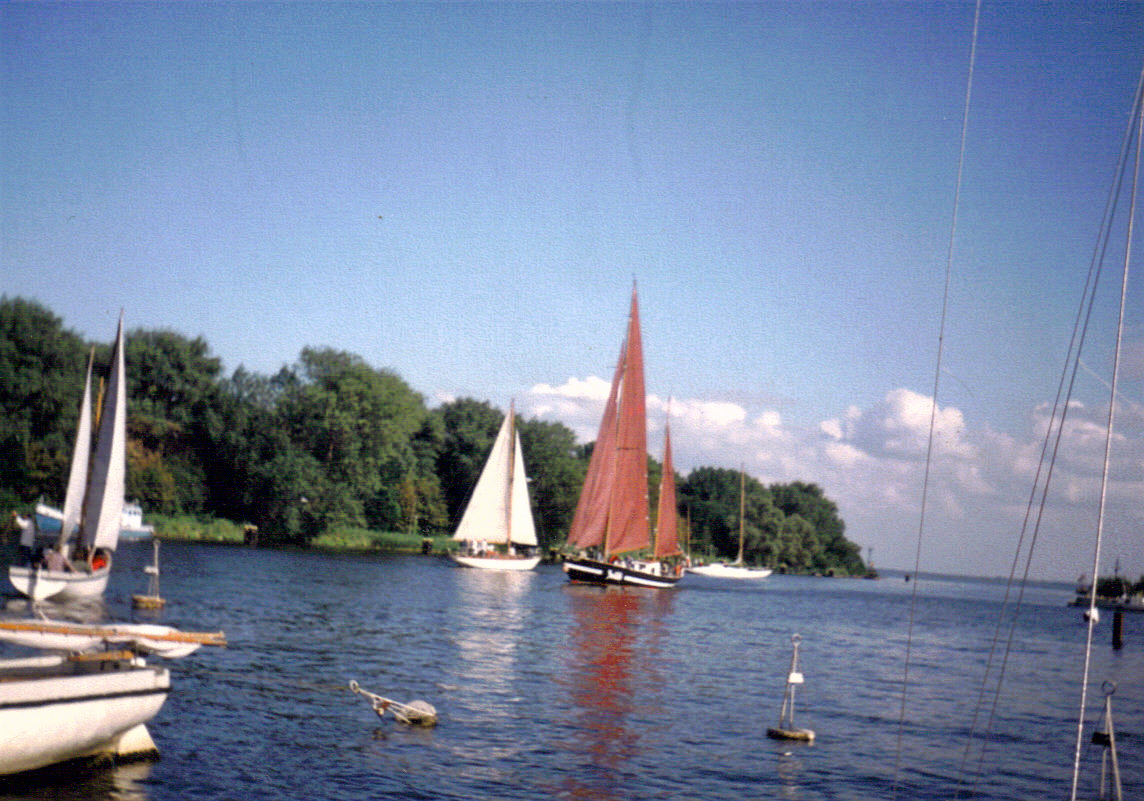
Jurand w Trzebieskim porcie

s/y Jurand – polski jacht typu J-140. Właścicielem jednostki był Polski Związek Żeglarski a armatorem COŻ - PZŻ w Trzebieży.

## Historia i rejsy
Stalowy kadłub „Juranda” zbudowany został w stoczni w Gdańsku w 1958 roku.
Nazwa jachtu pochodziła od postaci Juranda z powieści Henryka Sienkiewicza pt. Krzyżacy. Portem macierzystym jachtu od 1959 roku była Trzebież - stało się tak z inicjatywy i dzięki datkom żeglarzy Pomorza Zachodniego, wspieranych przez Kurier Szczeciński. Od lat 60. XX w. na Jurandzie podczas szkoleń i w rejsach ostatnie swe szlify zdobyło wielu późniejszych kapitanów jachtowych. W latach 1985–1986 jacht przeszedł remont, zakres prac obejmował przebudowę wnętrza.
Jednostka od początku lat 90. XX w. nosiła żagle koloru brązowego. Nazwa jachtu była pisana charakterystycznie na obu burtach jachtu pismem gotyckim. W 2009 roku Jurand obchodził swoje pięćdziesiąte urodziny. W owym czasie pływał w rejsach stażowo-szkoleniowych po Morzu Bałtyckim.
- 1960, rejs do Finlandii, prowadzący kpt. j. Wojciech Michalski
- 1962, rejs na Orkady i Szetlandy, prowadzący kpt. j. Andrzej Rościszewski
- 1963 czerwiec - lipiec, rejs na Wyspy Owcze i do Szkocji, prowadzący kpt. j. Emil Żychiewicz
- 1971, rejs do Anglii
- 1991 sierpień,  uczestnictwo w zlocie - regatach jachtów Baltic Traditional odbywających się w całości na Morzu Bałtyckim, prowadzący kpt. j. Andrzej Wartalski
- 1992 lipiec, uczestnictwo w zlocie The Tall Ships' Races na trasie Karlskrona - Kotka - Tallinn - Gdynia, prowadzący kpt. j. Andrzej Wartalski

W lutym 2018 roku, wraz z innymi wyeksploatowanymi jachtami dawnego COŻ-PZZ w Trzebieży, „Jurand” został wystawiony na sprzedaż w konkursie ofert. Koszt remontu szacowano na 1 mln 700 tys. złotych. Wpłynęła tylko jedna oferta, z ceną 1 zł.
W październiku 2018 roku został zezłomowany.

## Protoplasta (1. "Jurand")

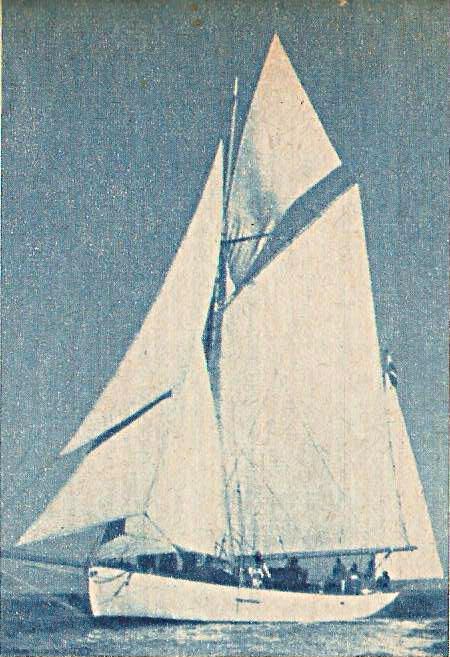
Pierwszy Jurand z 1930

W 1930 roku pod polską banderą trafił jacht, któremu nadano nazwę „Jurand”. Był to kecz gaflowy o powierzchni ożaglowania rejestrowego  100 m². Była to replika jachtu „Spray”, zbudowana przez stocznię Gill w Rochester w roku 1902. Jacht ten nazywał się pierwotnie „Spray”, a później kolejno: „Drei Rosen” i „Haimat”. Pływał pod polską banderą do 1939 roku.
Jacht został zakupiony dla Akademickiego Związku Morskiego dzięki dofinansowaniu uzyskanemu od Ligi Morskiej i Kolonialnej i ówczesnego Ministerstwa Przemysłu i Handlu, dla realizacji szkoleń pełnomorskich. Pływał do 1939 roku.
Pierwszą kilkutygodniową podróż zagraniczną pod banderą A.Z.M. jacht odbył do portów bałtyckich. Kapitanem był wtedy Witold Górski, załogę stanowili uczestnicy obozu A.Z.M. w Jastarni z tamtego roku.

### Kapitanowie-opiekunowie „Juranda II”
- Andrzej Wartalski
- Jerzy Sroka
- Marian Wosiński

### Dane podstawowe
- Rok budowy: 1958
- Materiał: 
  - stal (kadłub)
  - drewno (maszty)
- Wymiary: 
  - Długość: 18 m
  - Szerokość: 4,07 m
  - Zanurzenie: 2,53 m
- Typ ożaglowania: kecz
- Wysokość masztu: 
  - Grotmaszt: 21 m
  - Bezanmaszt: 11 m
- Powierzchnia całkowita ożaglowania: 144 m²
- Załoga: 12 osób
- Silnik pomocniczy: ok. 54 KM
- Urządzenia elektroniczne:
  - GPS
  - Radiopława
  - UKF